# Future Climate - Engineering Solutions
Future Climate – Engineering Solutions er et internationalt klimaprojekt, der er startet af Ingeniørforeningen (IDA) i samarbejde med Sveriges Ingenjörer, Norges Ingeniør- og Teknologiorganisasjon (NITO) og Verein Deutscher Ingenieure fra Tyskland. Projektet skal med tal og løsninger illustrere, at det er muligt at stabilisere verdens udledning af drivhusgasser, så stigningen i den globale middeltemperatur holder sig under 2C.
I projektet deltager 13 ingeniørorganisationer fra 12 lande verden over. Hvert land laver en national klimaplan, der kommer med konkrete tekniske løsninger til, hvordan vi gør noget ved klimaforandringerne. De nationale klimaplaner sammenfattes i en rapport, der indgår som indspil til FN's klimatopmøde i København, COP15, i december 2009. 
Projektet tager udgangspunkt i IPCC's fjerde vurderingsrapport fra 2007, der konkluderer, at den globale opvarmning skyldes en stigning i drivhusgasser i jordens atmosfære, der er forårsaget af menneskeskabte aktiviteter og affaldsprodukter (Menneskeskabt drivhuseffekt). I IPCC's best case scenario holdes den globale temperaturstigning under 2C. Det er målet med projektet, Future Climate – Engineering Solutions, at demonstrere klimaløsninger og planer, som samlet set sigter efter IPCC's 2C-scenarie.
Projektet afsluttes ved en international konference den 3.-4. september 2009, hvor resultaterne fremlægges. 

## Deltagende ingeniørorganisationer
- Ingeniørforeningen, IDA
- Sveriges Ingenjörer
- Norges Ingeniør- og Teknologorganisasjon, NITO
- The Association of German Engineers, VDI
- The Institution of Engineers (India)
- Institution of Mechanical Engineers (UK)
- The Finnish Association of Graduate Engineers, TEK (Finland)
- Union of Professional Engineers, UIL (Finland)
- The American Society of Mechanical Engineers, ASME (USA)
- The Japan Society of Mechanical Engineers, JSME
- APESMA (Australia)
- Engineers Ireland
- Federation of Scientific Engineering Unions in Bulgaria